# Сичјовски рејон
Сичјовски рејон (рус. Сычёвский район) административно-територијална је јединица другог нивоа и општински рејон на североистоку Смоленске области, у европском делу Руске Федерације.
Административни центар рејона је град Сичјовка. Према проценама националне статистичке службе, на подручју рејона је 2014. живело 13.877 становника или у просеку 8,2 ст/км².

## Географија
Сичјовски рејон обухвата територију површине 1.791,1 км² и на 14. је месту је по површини међу рејонима Смоленске области. Граничи се са свега два рејона Смоленске области, и то са Новодугиншким рејоном на југу и Гагаринским на истоку, док су на северу и западу рејони Тверске области.
Најсевернији је то рејон Смоленске области, а најсевернија тачка се налази 5 км северно од села Шашелово (на координатама 56°04′08″ сгш, 33°55′18″ игд). Готово цела територија налази се у низијском подручју познатом као Сичјовска низија, а једино су на крајњем западу рејона нешто издигнутији терени у виду побрђа.
На подручју овог рејона, код села Дудкино извире река Дњепар, трећа по величини река у Европи, док сви остали водотоци припадају сливу Каспијског језера у које се одводњавају преко Волге (Вазуза, Гжат, Осуга, Касња, Лосмина и Јаблоња). Велики део територије рејона је потопљен након градње вештачког Вазуског језера, односно спорвођењем плана о градњи Вазуског хидросистема у периоду 1978—1981. године.
Под шумама је око 34% територије.

## Историја
Сичјовски рејон успостављен је 1929. године на територији некадашњег Сичјовског и Бељског округа Смоленске губерније, и мањих делова Ржевског округа Тверске губернније.

## Демографија и административна подела
Према подацима пописа становништва из 2010. на територији рејона је живело укупно 14.158 становника, а око 65% популације је живело у административном центру. Према процени из 2014. у рејону је живело 13.877 становника, или у просеку 8,2 ст/км².
| 1959. | 1979. | 1989.  | 2002.  | 2010.  | 2014.   |
| ----- | ----- | ------ | ------ | ------ | ------- |
| ---   | ---   | 18.847 | 15.835 | 14.158 | 13.877* |

Напомена: према процени националне статистичке службе.
На територији рејона постоје укупно 131 сеоско и једно градско насеља, подељених на 11 сеоских и једну урбану општину. Административни центар рејона је град Сичјовка у којем живи око 65% укупне популације рејона.

## Привреда и саобраћај
Пољопривреда је најважнији извор прихода, посебно млечно и месно говедарство, и производња кромпира, житарица и лана.
Преко територије рејона пролазе железничка магистрала Ржев—Вјазма, и Стари Смоленски пут Р134 (Смоленск—Дорогобуж—Вјазма—Зупцов).